# Frontignano (Ussita)
Frontignano è una località italiana, frazione del comune di Ussita.

## Geografia fisica
Frontignano si trova a 1350 metri di altezza, situato su di un verde pianoro localizzato nelle vicinanze del Monte Cornaccione (1769 mt.), del Monte Bove Nord (2113 mt.) e del Monte Bicco (2052 mt.). È possibile vedere anche il Monte Cardosa (1870 mt.). I paesi più vicini a Frontignano sono Pian dell'Arco, San Placido e Cuore di Sorbo, appartenenti anch'essi al comune di Ussita.

## Geologia
Frontignano si trova ai piedi del gruppo montuoso del Monte Bove, caratterizzato da rocce carbonatiche. Uno studio che verrà effettuato dall’INGV, in collaborazione con l’Università degli Studi di Camerino dovrà verificare se alcune zone sono caratterizzate dalla probabile presenza di una struttura sismogenetica (faglia) di tipo "faglia attiva capace", ovverosia una faglia attiva intersecantesi con la superficie topografica del territorio, in grado quindi di generare terremoti e di creare dislocamenti del terreno e smottamenti importanti (effetti cosismici). Ciò ha portato ad un’attenta e rigorosa analisi riguardo alla possibilità di costruire futuri edifici nelle zone limitrofe alle presunte faglie. Nella storia sismologica locale, va ricordata la sequenza sismica verificatasi nel biennio 2016-2017, conosciuta come Terremoto del Centro Italia.

## Storia
Nel 2016 il paese è stato danneggiato dal terremoto che ha colpito il Centro Italia, con epicentro nella vicina Ussita. Dal 2016 gli impianti sono rimasti chiusi. Ad agosto del 2018 in via Pian dell'Arco è apparsa un'opera di street poster art  che ha dato nuova vita ad una struttura incompiuta e abbandonata dagli anni '50.

## Turismo
Il borgo è meta di turismo primaverile/estivo per i sentieri e le mountain bike. Tuttavia, il territorio è frequentato soprattutto d'inverno perché ospita un'importante stazione sciistica, formata da otto impianti di risalita, 14 chilometri di piste e uno snowpark che la rendono la più grande delle Marche. Il comprensorio sciistico si divide in due settori:
- il settore del Canalone, il meglio innevato e adatto a sciatori più esperti, composto da quattro impianti: la seggiovia monoposto Selvapiana (impianto scaduto per fine vita tecnica), la seggiovia biposto Cornaccione (da riparare) e gli skilift Jacci di Bicco e Coturnice (impianto chiuso);
- il settore delle Saliere, adatto a tutti, composto da quattro impianti: la seggiovia biposto del Ginepro, la seggiovia quadriposto Pian dell'Arco-Belvedere, il nastro trasportatore Campo Scuola e la seggiovia quadriposto a sganciamento automatico Lo Schiancio-Le Saliere.

Al 2022 sono in funzione le seggiovie quadri-posto “Pian dell’Arco-Belvedere”, “Lo Schiancio-Le Saliere” ed il tapis-roulant “Campo scuola”, che servono le piste sciistiche del settore Saliere-Ginepro.

## Associazioni
Nel 2016 alcuni residenti e numerosi proprietari di seconde case hanno fondato l'associazione Pro Frontignano per rilanciare lo sviluppo della località legata agli impianti da sci e riorganizzare le attività connesse al turismo anche a seguito del sisma del 2016. 
Il 26 ottobre 2018 è nata C.A.S.A. - Cosa Accade Se Abitiamo, uno spazio per residenze d'artista (definito "porto di montagna" dai fondatori) e un'associazione di promozione sociale per lo sviluppo di progetti culturali, sociali e di turismo responsabile, tra i quali il Cammino nelle Terre Mutate, il festival del turismo sostenibile IT.A.CÀ Parco Nazionale dei Monti Sibillini e la guida Nonturismo di Ussita.